# Mekan Saparow
Mekan Saparov (22 aprile 1994) è un calciatore turkmeno, difensore del Balkan e della nazionale turkmena.

## Carriera

### Club
Ha giocato nella prima divisione turkmena.

### Nazionale
Con la nazionale turkmena ha preso parte alla Coppa d'Asia 2019, giocando da titolare in tutte e tre le partite della fase a gironi (ovvero le uniche disputate dalla sua squadra nel corso del torneo).

## Statistiche

### Cronologia presenze in nazionale
| Cronologia completa delle presenze e delle reti in nazionale ― Turkmenistan | Cronologia completa delle presenze e delle reti in nazionale ― Turkmenistan | Cronologia completa delle presenze e delle reti in nazionale ― Turkmenistan | Cronologia completa delle presenze e delle reti in nazionale ― Turkmenistan | Cronologia completa delle presenze e delle reti in nazionale ― Turkmenistan | Cronologia completa delle presenze e delle reti in nazionale ― Turkmenistan | Cronologia completa delle presenze e delle reti in nazionale ― Turkmenistan | Cronologia completa delle presenze e delle reti in nazionale ― Turkmenistan |
| Data                                                                        | Città                                                                       | In casa                                                                     | Risultato                                                                   | Ospiti                                                                      | Competizione                                                                | Reti                                                                        | Note                                                                        |
| --------------------------------------------------------------------------- | --------------------------------------------------------------------------- | --------------------------------------------------------------------------- | --------------------------------------------------------------------------- | --------------------------------------------------------------------------- | --------------------------------------------------------------------------- | --------------------------------------------------------------------------- | --------------------------------------------------------------------------- |
| 09-01-2019                                                                  | Abu Dhabi                                                                   | Giappone                                                                    | 3 – 2                                                                       | Turkmenistan                                                                | Coppa d'Asia 2019 - 1º turno                                                | -                                                                           | 57’                                                                         |
| 13-1-2019                                                                   | Dubai                                                                       | Turkmenistan                                                                | 0 – 4                                                                       | Uzbekistan                                                                  | Coppa d'Asia 2019 - 1º turno                                                | -                                                                           |                                                                             |
| 17-1-2019                                                                   | Abu Dhabi                                                                   | Oman                                                                        | 3 – 1                                                                       | Turkmenistan                                                                | Coppa d'Asia 2019 - 1º turno                                                | -                                                                           | 79’                                                                         |
| Totale                                                                      |                                                                             | Presenze                                                                    | 3                                                                           |                                                                             | Reti                                                                        | 0                                                                           |                                                                             |

## Palmarès

### Club

#### Competizioni nazionali
- Campionato turkmeno di calcio: 2

Balkan: 2011, 2012

#### Competizioni internazionali
- Coppa del Presidente dell'AFC: 1

Balkan: 2013